# Orchestre philharmonique tchèque

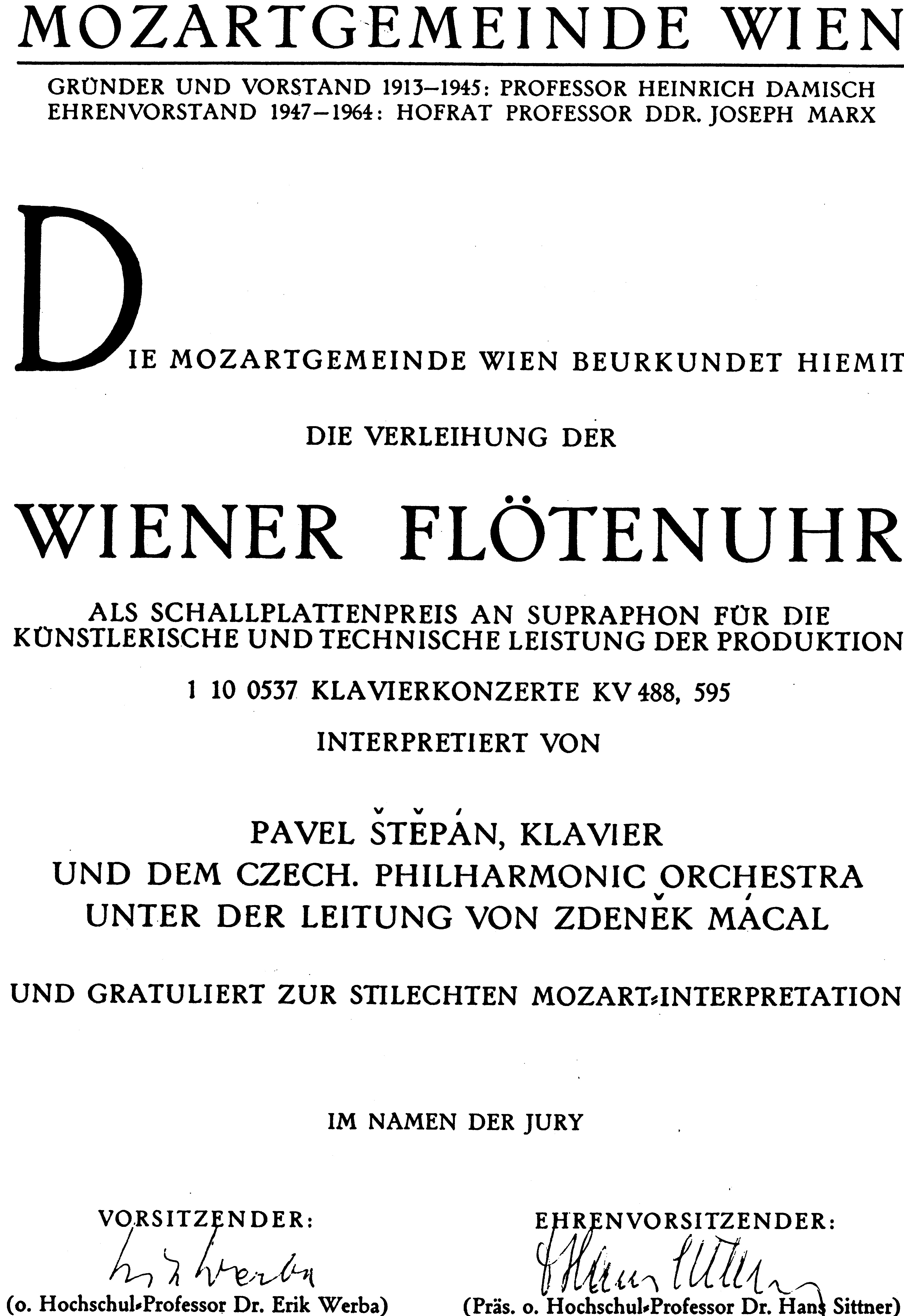
1971.

L’Orchestre philharmonique tchèque (Česká filharmonie en tchèque) est un orchestre symphonique basé à Prague, situé dans le bâtiment du Rudolfinum. Il s’agit d’un établissement public relevant du ministère de la Culture de la République tchèque. Le premier concert officiel de l’orchestre a eu lieu le 4 janvier 1896, sous la direction du compositeur Antonín Dvořák.
Depuis la saison 2018/2019, le chef d’orchestre américain d’origine russe Semyon Bychkov occupe les fonctions de directeur musical et chef principal.
Le chef invité principal est Jakub Hrůša, tandis que Sir Simon Rattle a été nommé chef invité d’honneur « en hommage à Rafael Kubelík » pour la saison 2024/2025. En juin 2025, l'Orchestre philharmonique tchèque a annoncé la nomination de Jakub Hrůša au poste de chef d'orchestre principal et directeur musical à partir de la saison 2028/2029.

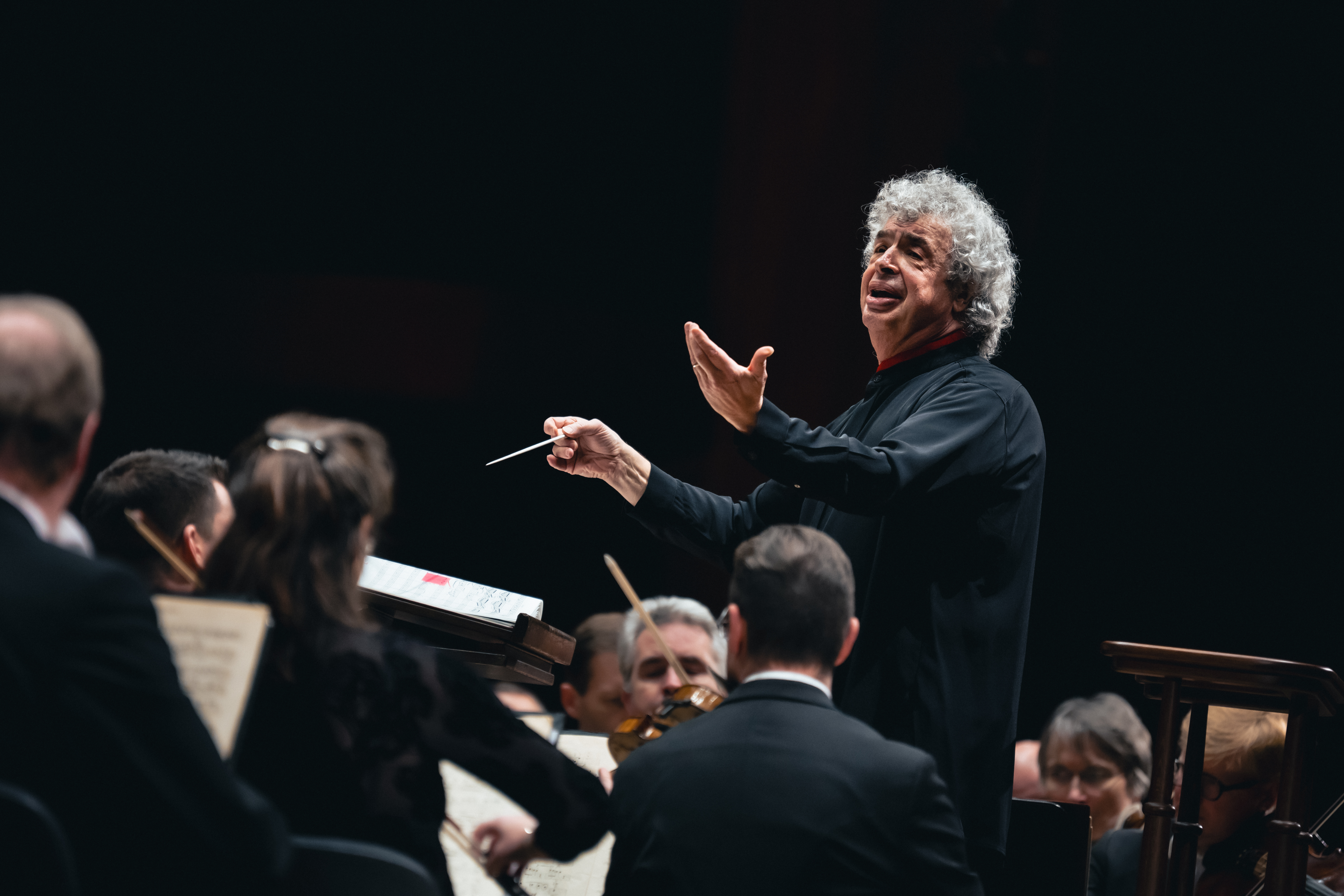
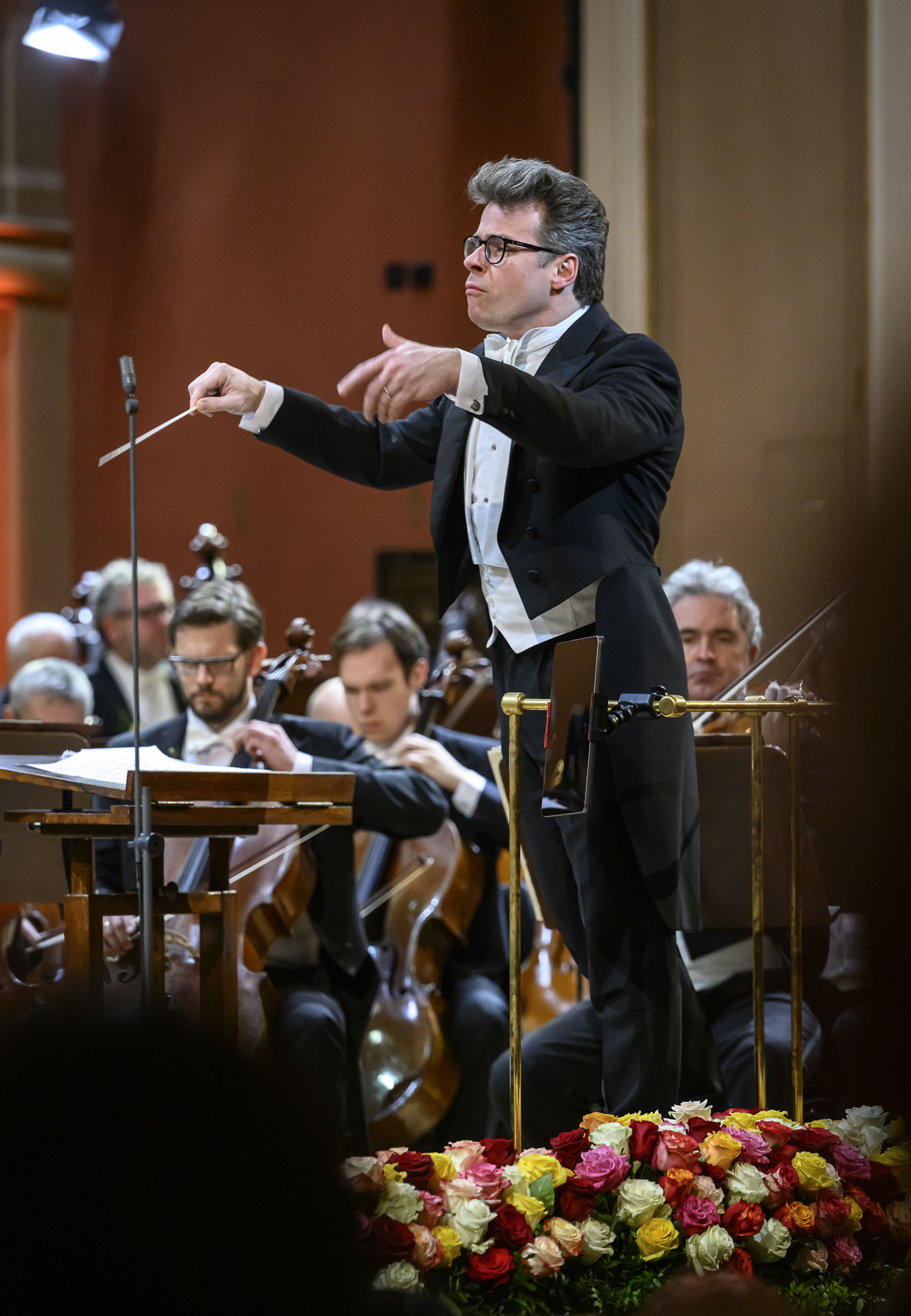
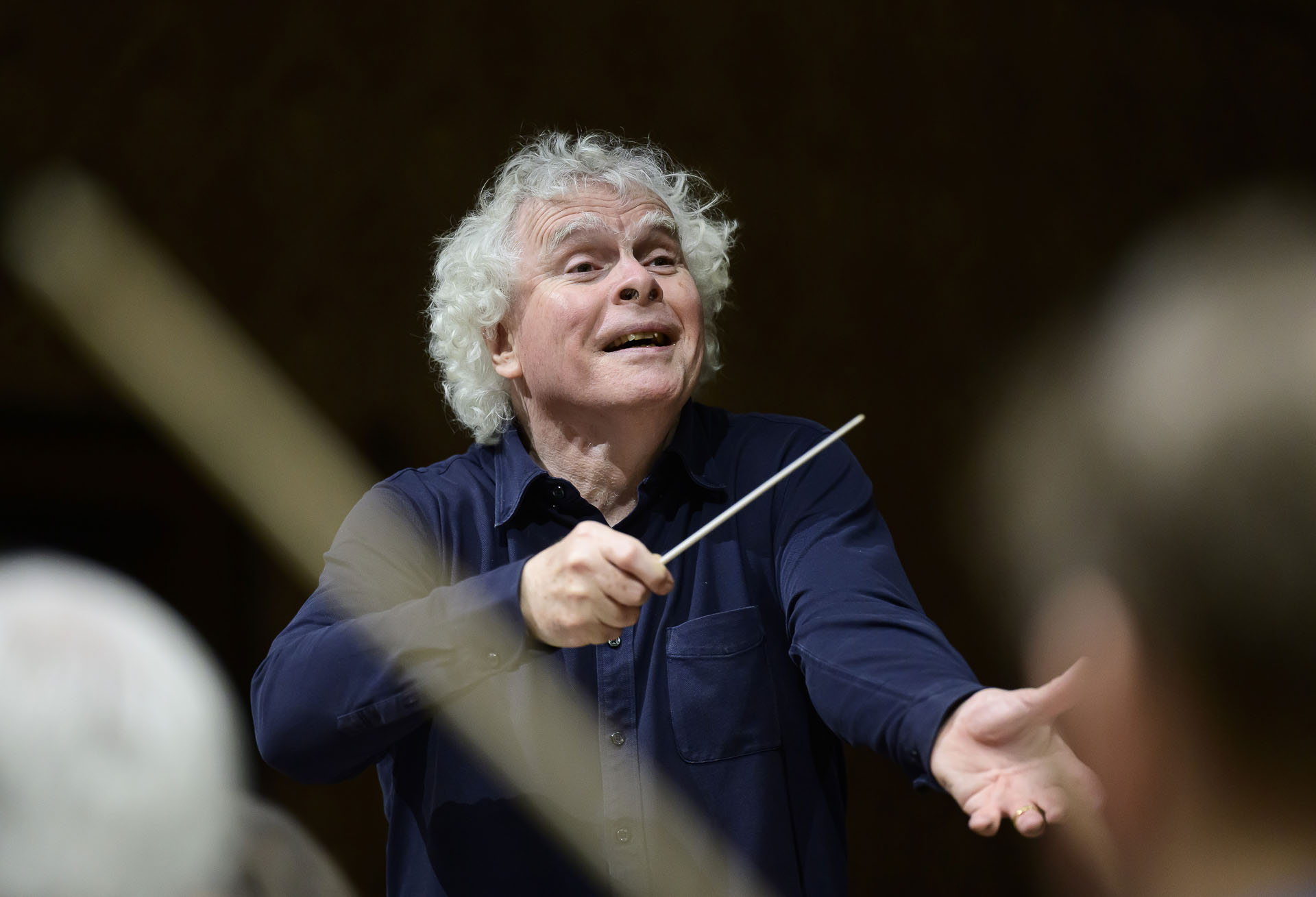

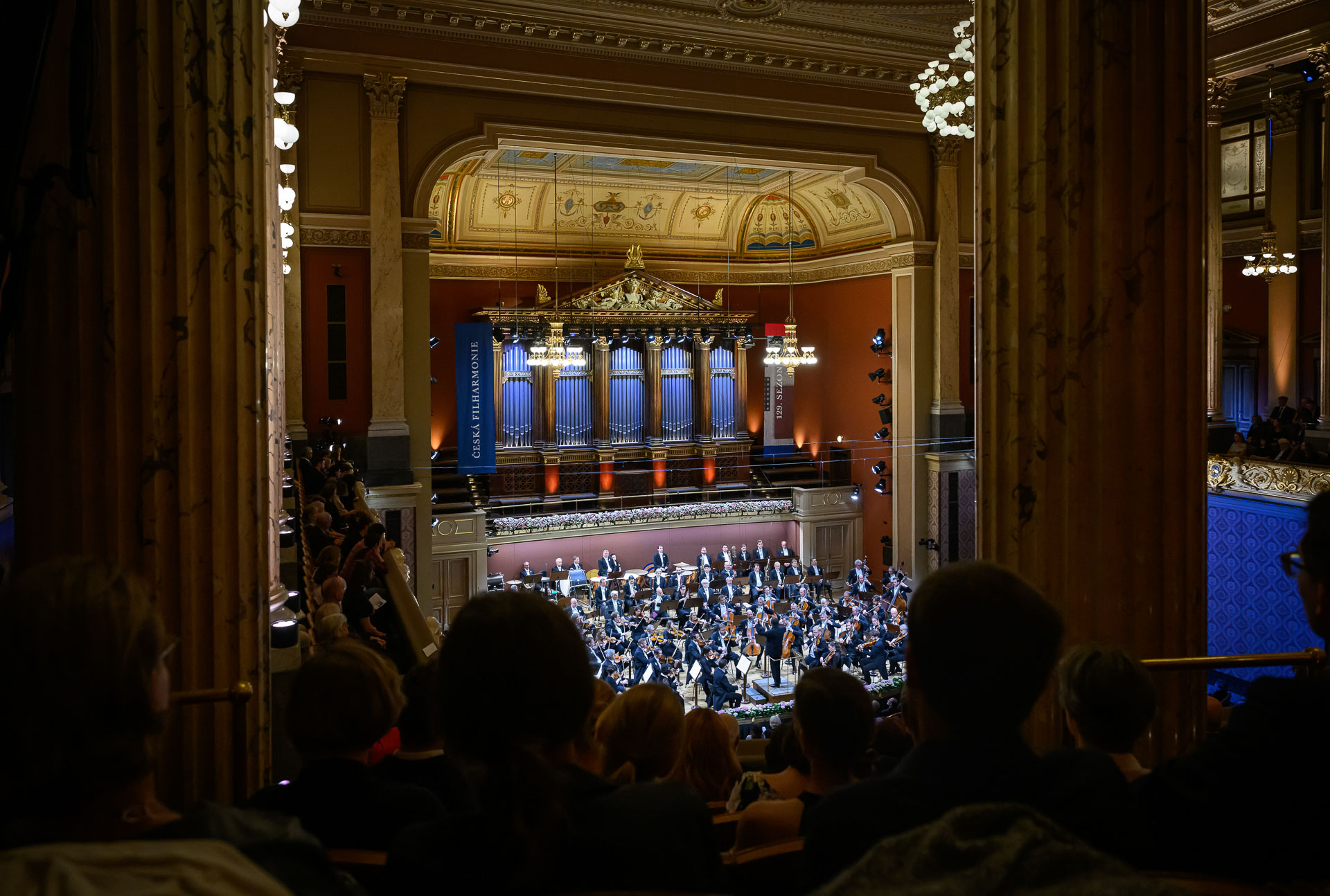
Concert de l'orchestre philharmonique tchèque au Rudolfinum

## Historique[1]

### Fondation et premières années
l’initiative et les démarches ayant mené à la fondation de la Philharmonie tchèque remontent à Bedřich Smetana, ainsi qu’aux fondateurs de la « Société pour le maintien d’un grand orchestre de la ville de Prague » (1882). 
En 1894, leurs démarches aboutissent à la création de l’association « Philharmonie tchèque, société pour la promotion de l’art musical à Prague, ainsi que caisse de retraite pour les membres de l’orchestre du Théâtre national de Prague, leurs veuves et orphelins ».
Le premier concert a lieu le 4 janvier 1896 au Rudolﬁnum de Prague, sous la direction du compositeur Antonín Dvořák. Le programme comprend ses propres œuvres : Rhapsodie slave n° 3, Chants bibliques (n° 1 à 5), ouverture Othello et Symphonie n° 9 « Du Nouveau Monde ».
À ses débuts, l’ensemble fonctionne comme une activité associative. Comme l’indique son nom, il est composé de membres de l’orchestre du Théâtre national. Tous les revenus sont reversés aux musiciens ou à leurs familles, sous forme de pension ou d’aide au revenu.
Un moment clé dans la formation de la Philharmonie tchèque en tant qu’orchestre indépendant fut le dénouement d’un conﬂit entre les membres de l’orchestre du Théâtre national et le directeur de l’opéra, Karel Kovařovic.
Le 9 février 1901, les musiciens — qui étaient également membres de l’association Philharmonie tchèque — se mirent en grève et furent licenciés. Ces artistes fondèrent alors ensemble l’orchestre symphonique de la Philharmonie tchèque et élurent leur premier chef titulaire, Ludvík Vítězslav Čelanský (1870–1931). 
Pour pouvoir se maintenir, le nouvel orchestre dut donner de nombreux concerts. Rienqu’en 1901, il en organisa quarante-neuf à travers la Bohême, la Moravie et la Silésie.
L’un des chefs d’orchestre clés de cette première période fut Oskar Nedbal, ancienaltiste du célèbre Quatuor tchèque. Grâce à son talent musical et ses qualitésd’organisateur, il guida l’ensemble à une époque marquée par des diﬃcultés ﬁnancières et une lutte pour la survie de l’ensemble. Nedbal devint rapidement l’un des piliers de la Philharmonie et contribua de manière signiﬁcative à sa stabilisation.

### Arrivée de Václav Talich et naissance de la Tchécoslovaquie
L’arrivée du chef d’orchestre Václav Talich, âgé de trente-cinq ans à l’époque et encore peu connu à Prague, marque l’ouverture d’un nouveau chapitre dans l’histoire de l’orchestre. Il prit ses fonctions de chef principal en 1919.
Le 28 octobre 1918, jour de la proclamation de l’indépendance de la Tchécoslovaquie,une répétition générale en vue de la création mondiale de la symphonie Zrání (Maturation) de Josef Suk eut lieu sous la direction de Václav Talich, à la Maisonmunicipale de Prague. Lorsque le secrétaire de la Philharmonie tchèque entra précipitamment dans la salle Smetana pour annoncer la nouvelle de l’indépendance, Talich répondit : « C’est bien joli, mais on doit continuer à répéter. »
La création de Zrání (Maturation) de Josef Suk eut lieu le 30 octobre 1918 et constitua le premier concert de la Philharmonie tchèque dans la toute nouvelle république tchécoslovaque. Talich s’imposa comme une personnalité artistique énergique etconvaincante, devenant rapidement une ﬁgure centrale de l’orchestre. Il mettait l’accent sur la singularité et la vitalité de l’interprétation, tout en recherchant un équilibre précis entre les diﬀérentes voix. Il était également un excellent dramaturge musical. Au cours de ses premières années à la tête de l’orchestre, il entreprit une révision approfondie du répertoire et consacra la saison 1921–1922 aux symphonies tchèques. Il programma régulièrement des œuvres d’impressionnistes français, de Mahler, de Bartók ou encore de Chostakovitch.
Les tournées internationales entre 1918 et 1938 revêtirent une importance particulière. L’orchestre devint un ambassadeur culturel de la jeune république, et ses représentations en Italie, à Vienne ou au Royaume-Uni furent toujours associées à des événements culturels majeurs. Après l’occupation nazie en 1939, la Philharmonie tchèque fut contrainte de se produire lors de concerts organisés pour le régime en place. En février 1941, l’orchestre se produisit à Berlin et à Dresde sur ordre de Joseph Goebbels. Pendant cette période de guerre, l’altiste Zdeněk Němec fut assassiné par la Gestapo.Les concerts de Má vlast (Ma patrie) devinrent un symbole de la résistance nationale contre le régime nazi. L’interprétation du cycle fut rapidement interdite dans son intégralité, et les mouvements Tábor et Blaník furent même complètement censurés.

### Rafael Kubelík: vision et espoir
Rafael Kubelík, devenu chef titulaire de la Philharmonie tchèque à l’automne 1941, était déjà une ﬁgure clé de l’orchestre pendant la guerre. Il avait dirigé l’ensemble pour la première fois en janvier 1934, à l’âge de dix-neuf ans. Pendant la Seconde Guerre mondiale, il concentra son attention sur des œuvres destinées à raviver l’espérance et la foi du peuple. Après la guerre, le 21 juin 1945, Kubelík dirigea un « concert d’action de grâce » au cours duquel Má vlast fut interprétée. En novembre de la même année, l’orchestre donna un concert en soutien aux villages de Lidice et Ležáky, victimes de la terreur nazie. Sous la direction de Kubelík, l’orchestre fut nationalisé le 22 octobre 1945. 
Sa programmation visait à combler les lacunes dans le répertoire russe, français et anglo-américain. Parmi ses œuvres de prédilection ﬁguraient néanmoins la Méditation sur le choral Saint-Venceslas, op. 35a de Josef Suk et Taras Bulba de Leoš Janáček. En 1946, la Philharmonie tchèque fonda, sous sa direction, le festival international de musique du Printemps de Prague.
Sur les cinquante concerts de cette première édition, l’orchestre en donna quinze.

### Ančerl et Neumann
Après le départ en exil de Rafael Kubelík en juillet 1948, peu après l’établissement du régime communiste en Tchécoslovaquie, l’Orchestre philharmonique tchèque entra dans une période de transition. Durant cette phase, l’ensemble fut dirigé par Václav Neumann, également altiste, et Karel Šejna, contrebassiste au sein même de l’orchestre. Tous deux s’eﬀorcèrent de maintenir le niveau artistique de l’ensemble malgré les pressions politiques du régime totalitaire.
Karel Ančerl, qui prit la direction de l’orchestre en 1950, ﬁt face à une forte opposition de la part des musiciens, qui voyaient en lui une nomination imposée pour des raisons politiques. Il parvint néanmoins à transformer l’atmosphère interne et à positionner l’ensemble sur la scène internationale. Sous sa direction, l’Orchestre philharmonique tchèque eﬀectua soixante tournées dans vingt-huit pays. 
La période dirigée par Václav Neumann, de novembre 1968 à l’automne 1990, fut marquée par une collaboration étroite avec les maisons de disques, permettant la réalisation d’enregistrements majeurs, notamment des symphonies de Dvořák. Au cours de cette période, l’orchestre accueillit pour la première fois des musiciennes : en 1970, la harpiste Renata Kodadová fut admise comme première harpe après le départ à la retraite de son professeur Karel Patras. En 1985, la violoniste Barbara Pazourová devint la deuxième femme à intégrer l’ensemble.

### La Révolution de velours et le retour de Rafael Kubelík
En 1969, la Philharmonie tchèque s’associa aux protestations contre l’occupation de la Tchécoslovaquie. Des concerts furent organisés en hommage à l’étudiant Jan Palach, qui s’était immolé par le feu en signe de protestation.
En novembre 1989, l’orchestre participa activement aux événements de la Révolution de velours. Des œuvres symbolisant l’aspiration à la liberté et à la justice furent alors interprétées. Un moment inoubliable fut l’interprétation de la 9e Symphonie de Beethoven lors du concert donné pour le Forum civique, le 14 décembre 1989.
Après des années d’exil, Rafael Kubelík revint à Prague en avril 1990. Ses premiers mots furent chargés d’émotion : « J’ai attendu ce moment avec passion et j’ai toujours cru qu’il arriverait un jour. » Il dirigea le concert d’ouverture du festival du Printemps de Prague, au cours duquel Má vlast de Smetana fut de nouveau jouée. Kubelík resta à la tête de l’orchestre jusqu’en novembre 1991, lorsqu’il donna son dernier concert lors d’une tournée au Japon.

### Dernière décennie: Bělohlávek et Bychkov
Dans les années qui ont suivi le départ de Rafael Kubelík, l’orchestre a connu une succession fréquente de chefs titulaires.
Jiří Bělohlávek a été nommé chef titulaire en 2012, apportant à la fois stabilité et une nouvelle vision artistique. Sous sa direction, la Philharmonie tchèque a retrouvé tout son éclat sur la scène internationale, notamment grâce à l’enregistrement des symphonies de Dvořák.
Après son décès, la direction de l’orchestre a été conﬁée à Semyon Bychkov, qui continue de renforcer le prestige de l’ensemble, d’élargir son répertoire avec de nouvelles œuvres et de collaborer avec des artistes de renommée mondiale.

## Activité de concert
La Philharmonie tchèque donne chaque saison environ 50 concerts en République tchèque et 30 à l’étranger. Le programme national est réparti en cinq séries d’abonnement. Des concerts exceptionnels sont également organisés au cours de la saison, tels que le Concert pour la liberté et la démocratie, les concerts de la Saint-Sylvestre et du Nouvel An, ou encore le concert en plein air marquant la ﬁn de la saison.
Sur le plan de la programmation, l’orchestre se concentre sur la musique des XIXe et XXe siècles, en particulier celle des compositeurs tchèques : Dvořák, Smetana et Janáček. Sous l’impulsion de Semyon Bychkov, des œuvres de Mahler et Chostakovitch ﬁgurent également régulièrement au programme.

Les artistes en résidence jouent aussi un rôle central dans la programmation — pour la saison 2024/2025, il s’agissait du pianiste Daniil Trifonov. L’orchestre collabore régulièrement avec les plus grands chefs d’orchestre et solistes internationaux, tels que Sir Simon Rattle, Janine Jansen, Augustin Hadelich, entre autres.

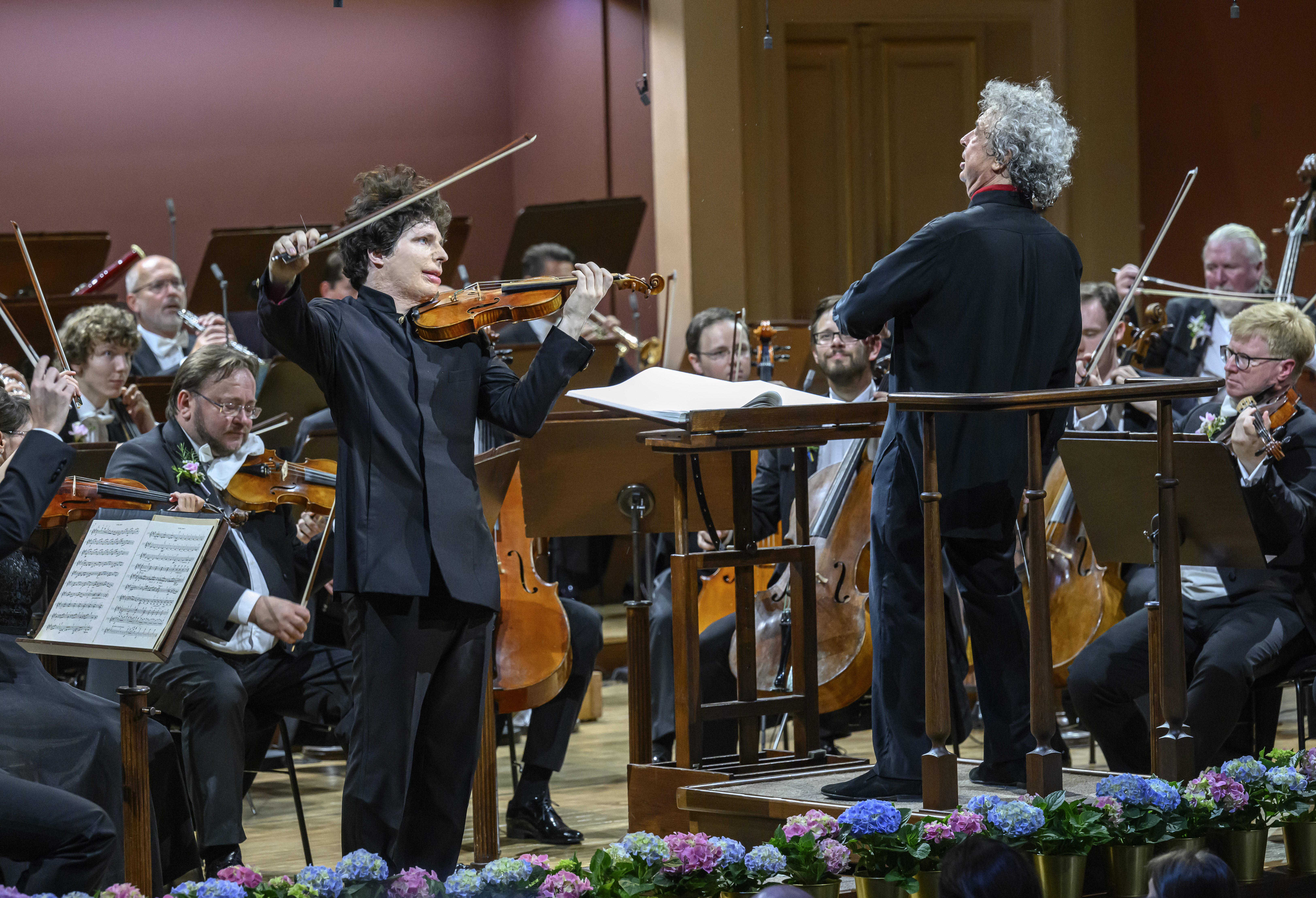
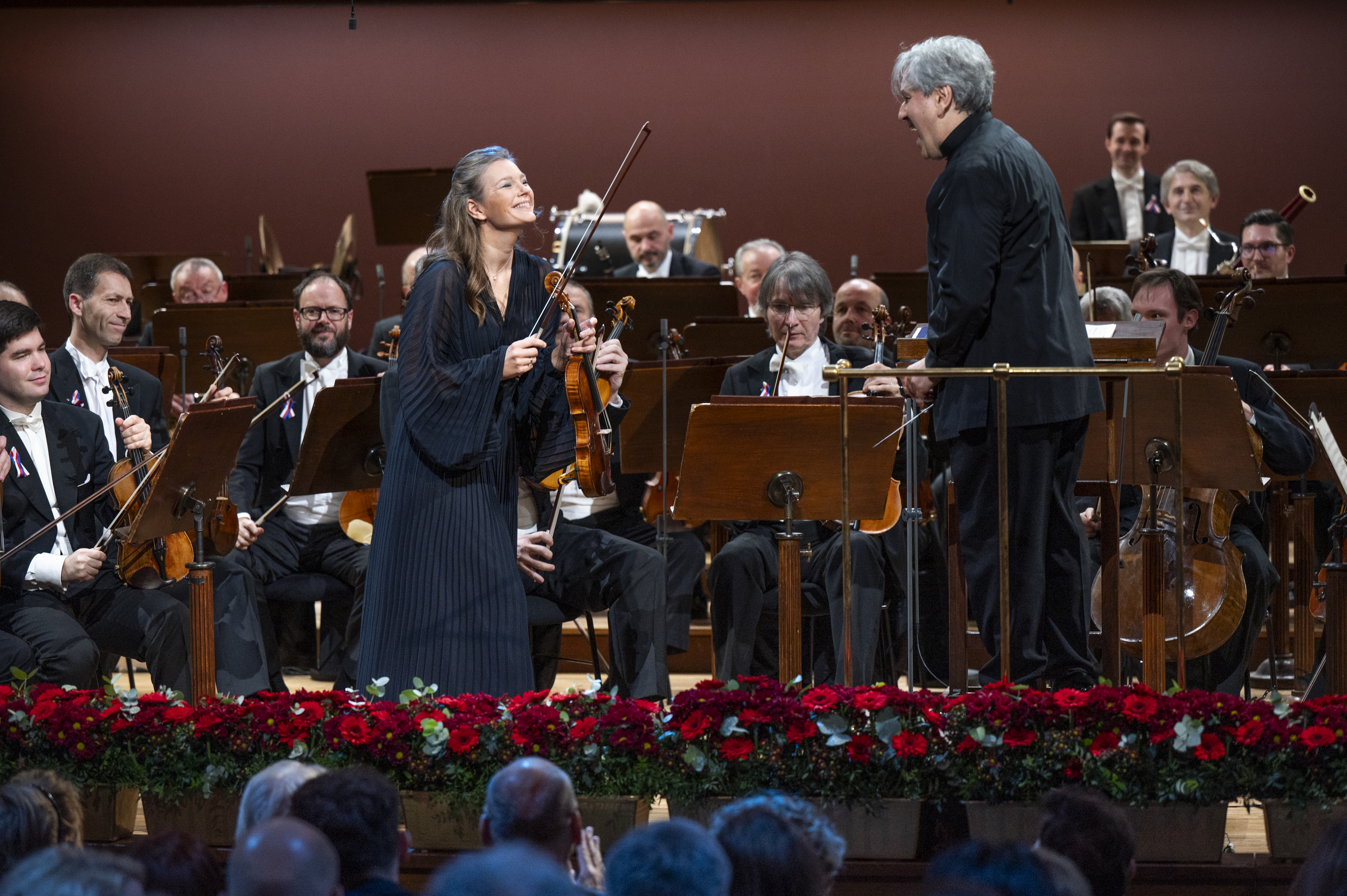
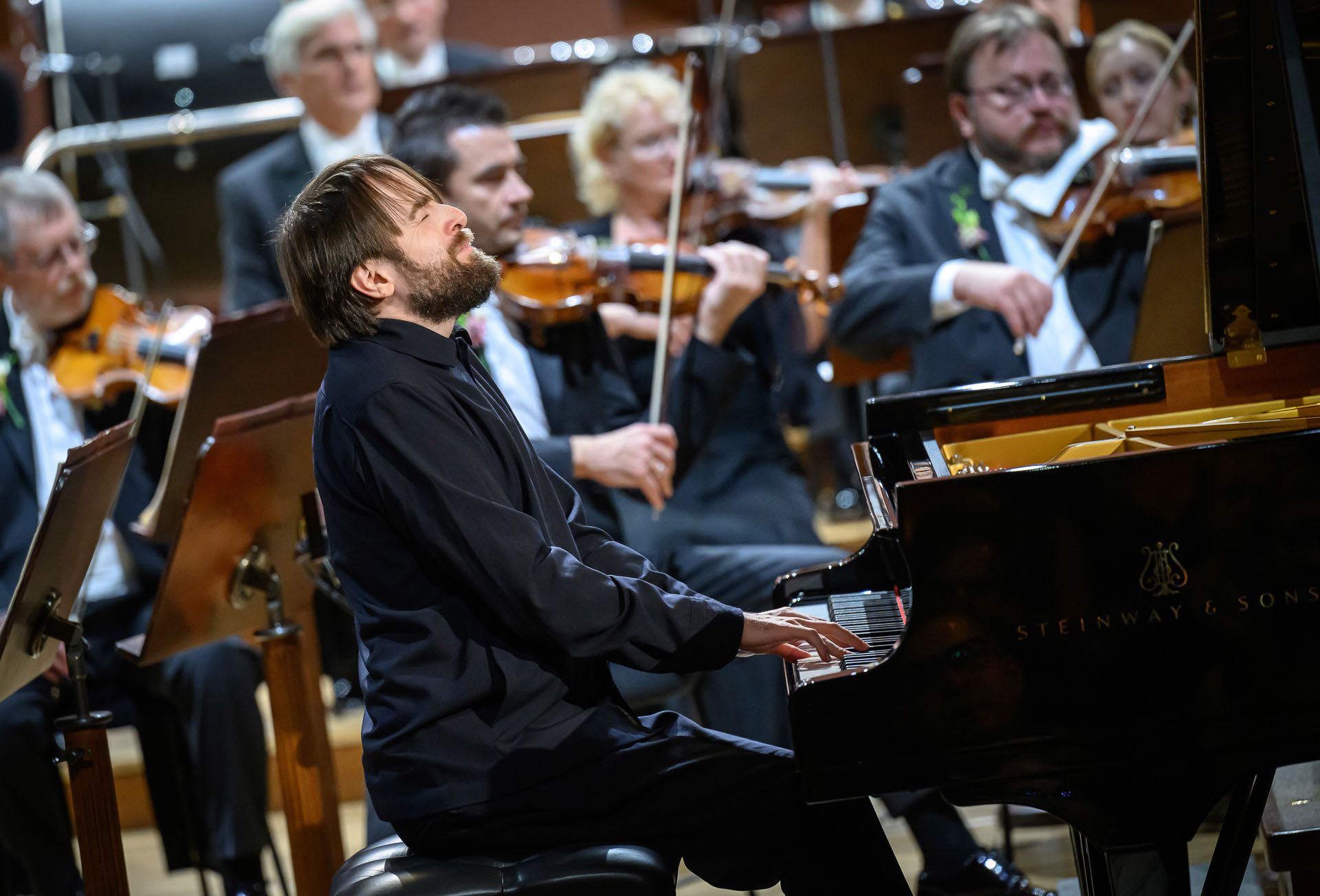

## Activité internationale
Un moment décisif fut le concert donné à Londres en 1902. Dans une lettre adressée à sa famille, le chef d’orchestre Oskar Nedbal écrivait : « C’est la première fois qu’un orchestre du continent s’installe à Londres pour une période prolongée. Il paraît que cela rend furieuse la Philharmonie de Londres… »
Aujourd’hui, la Philharmonie tchèque est régulièrement en résidence dans plusieurs grandes villes européennes telles que Vienne, Salzbourg, Budapest, Amsterdam, Hambourg et Madrid. Elle se produit chaque année dans des festivals d’été prestigieux, comme les BBC Proms, le Kissingen Sommer ou l’Elbphilharmonie Sommer.
La première tournée outre-mer de la Philharmonie tchèque — à l’époque la plus vaste jamais entreprise par un orchestre — eut lieu en 1959. Elle mena l’ensemble en Australie, au Japon, en Nouvelle-Zélande, en Chine, en Inde et en Union soviétique.
Alors que l’orchestre ne retourna en Chine qu’en 2001, soit quarante-deux ans plus tard, il s’est peu à peu enraciné au Japon, où ses prestations régulières — notamment à la Suntory Hall de Tokyo — sont devenues une composante essentielle de la saison musicale locale.

La Philharmonie tchèque s’est rendue pour la première fois aux États-Unis et au Canada en 1965, sous la direction de Karel Ančerl. Elle y est retournée à plusieurs reprises, eﬀectuant sa dixième tournée anniversaire en 2004, sous la baguette d’Andrej Boreyko. À ce jour, son plus grand succès reste une résidence de trois jours au Carnegie Hall de New York, en 2024. 

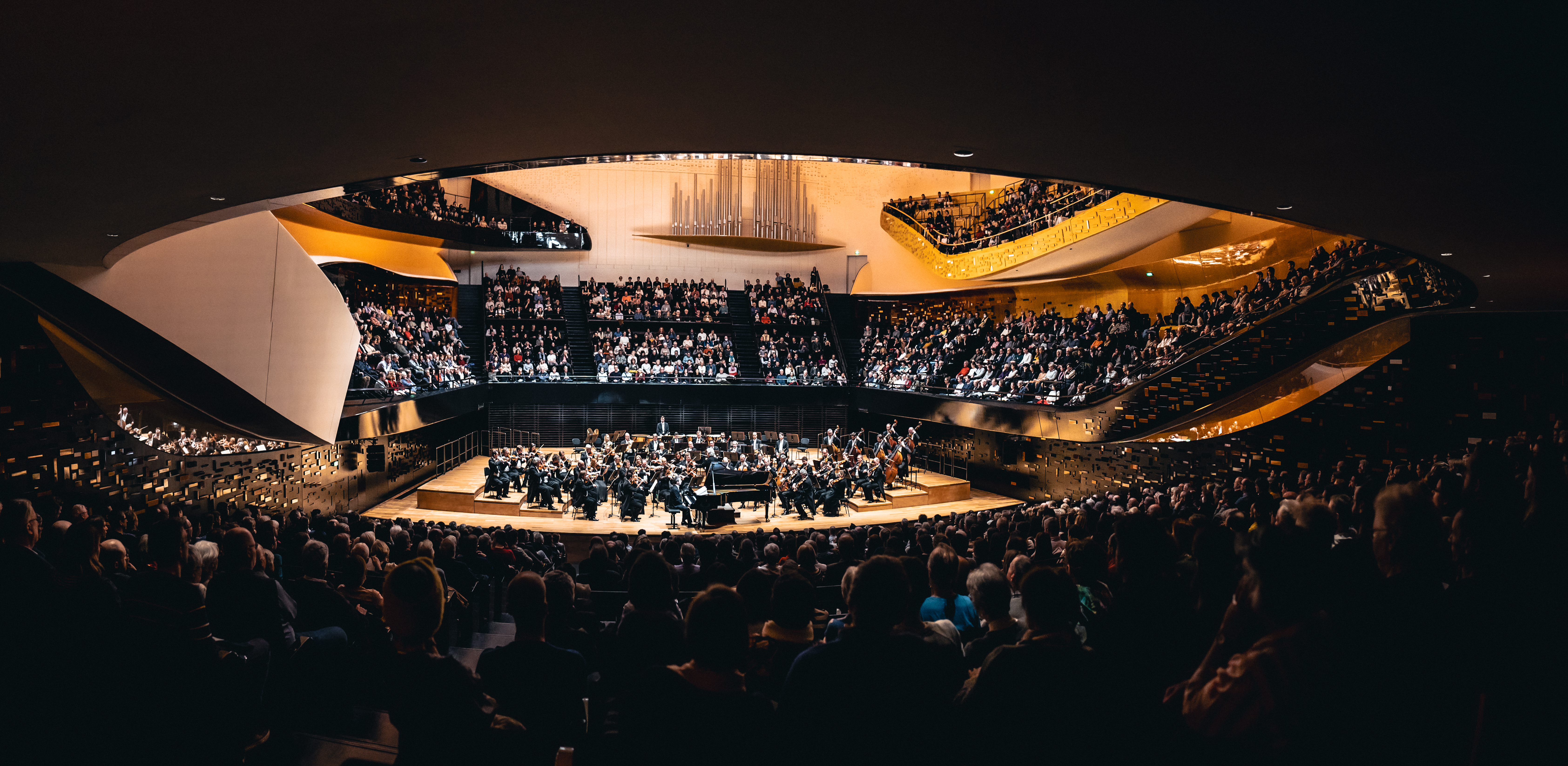
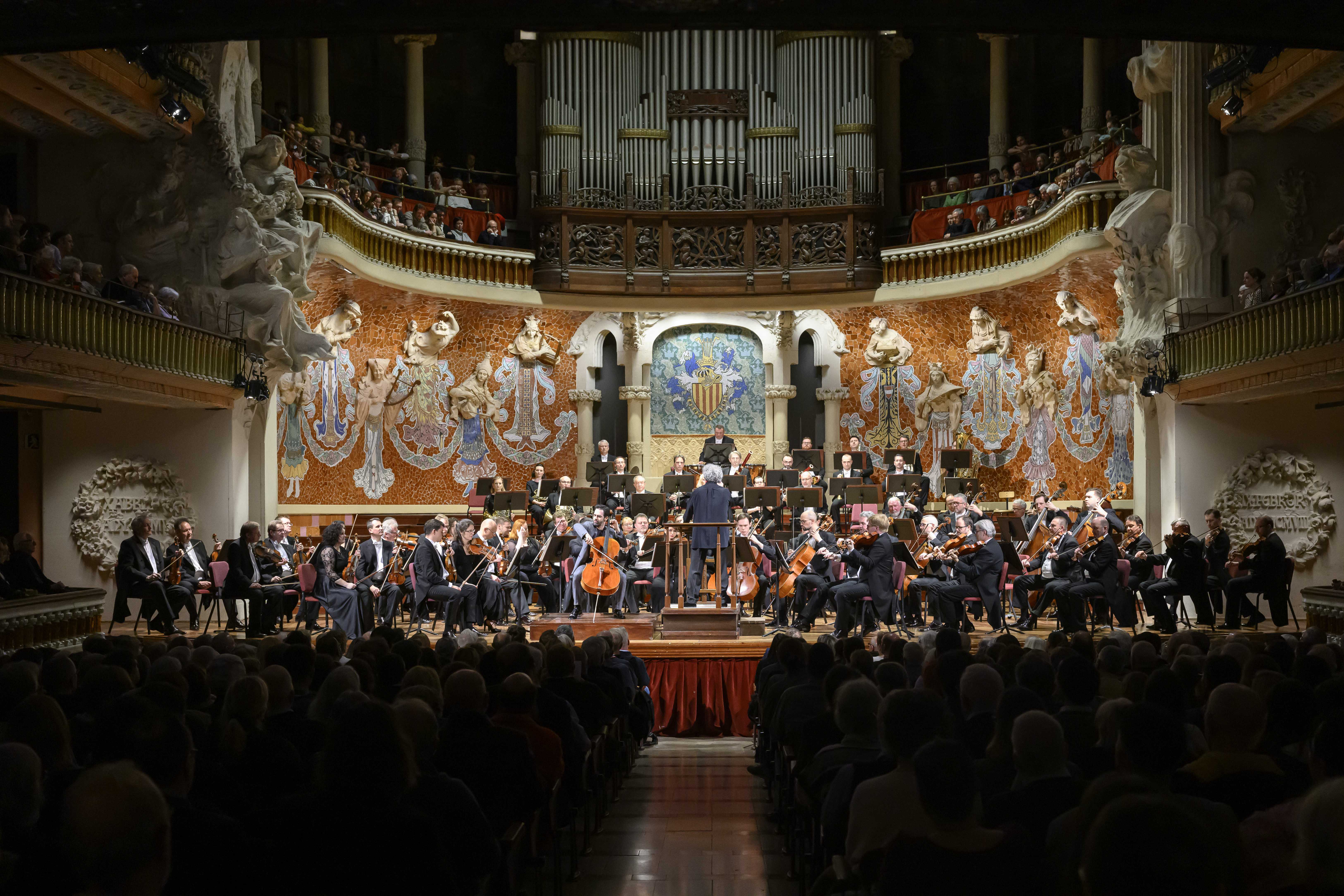
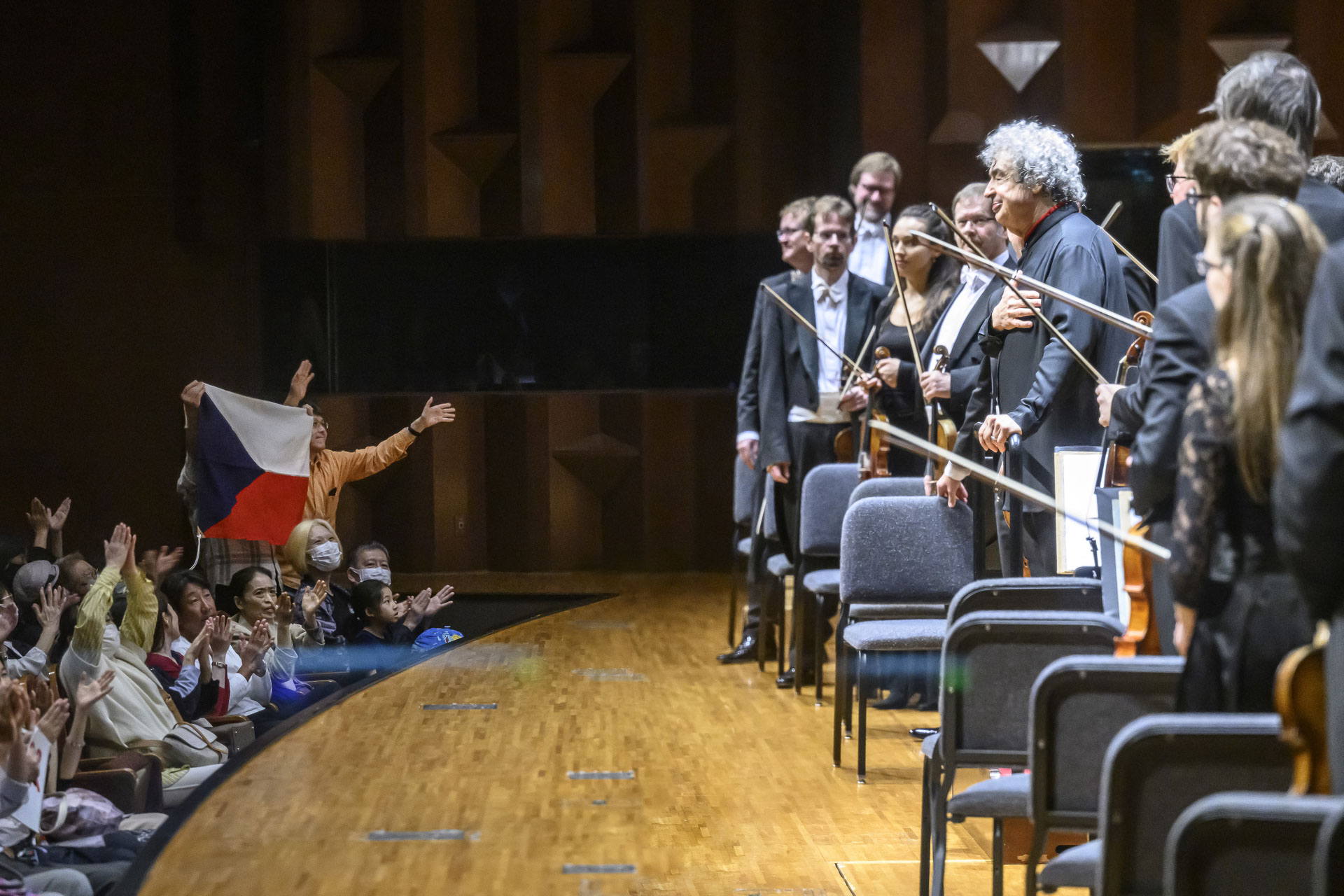

## Activité éducative[9]
En plus de son activité de concert, la Philharmonie tchèque joue un rôle essentiel dans l’éducation musicale intergénérationnelle. Chaque saison, elle propose des dizaines  d’ateliers et de concerts commentés. Elle mène également plusieurs projets de longue durée, comme Romano drom, dans le cadre duquel elle collabore avec la chanteuse Ida Kelarová et le chœur rom Čhavorenge. L’équipe pédagogique organise ainsi chaque année près de 300 programmes, touchant jusqu’à 50 000 enfants, adolescents, adultes et personnes âgées.
L’institution s’engage de longue date dans la formation et la préparation des futurs professionnels de la musique. L’Académie orchestrale oﬀre à de jeunes musiciens talentueux l’opportunité d’intégrer l’orchestre en tant que membres à part entière, aﬁn d’acquérir une expérience précieuse aux côtés de musiciens chevronnés.
La Philharmonie tchèque soutient également les jeunes talents par le biais de l’Orchestre philharmonique des étudiants tchèques, composé d’élèves issus des conservatoires locaux (écoles artistiques de base). Un orchestre commun réunissant les élèves des écoles artistiques municipales et les musiciens de la Philharmonie a été créé en étroite collaboration avec les établissements d’enseignement artistique à travers la République tchèque.

Grâce au programme La musique à l’école, la Philharmonie tchèque contribue aussi à la formation des enseignants d’éducation musicale, en leur présentant de nouvelles approches et méthodes pédagogiques.

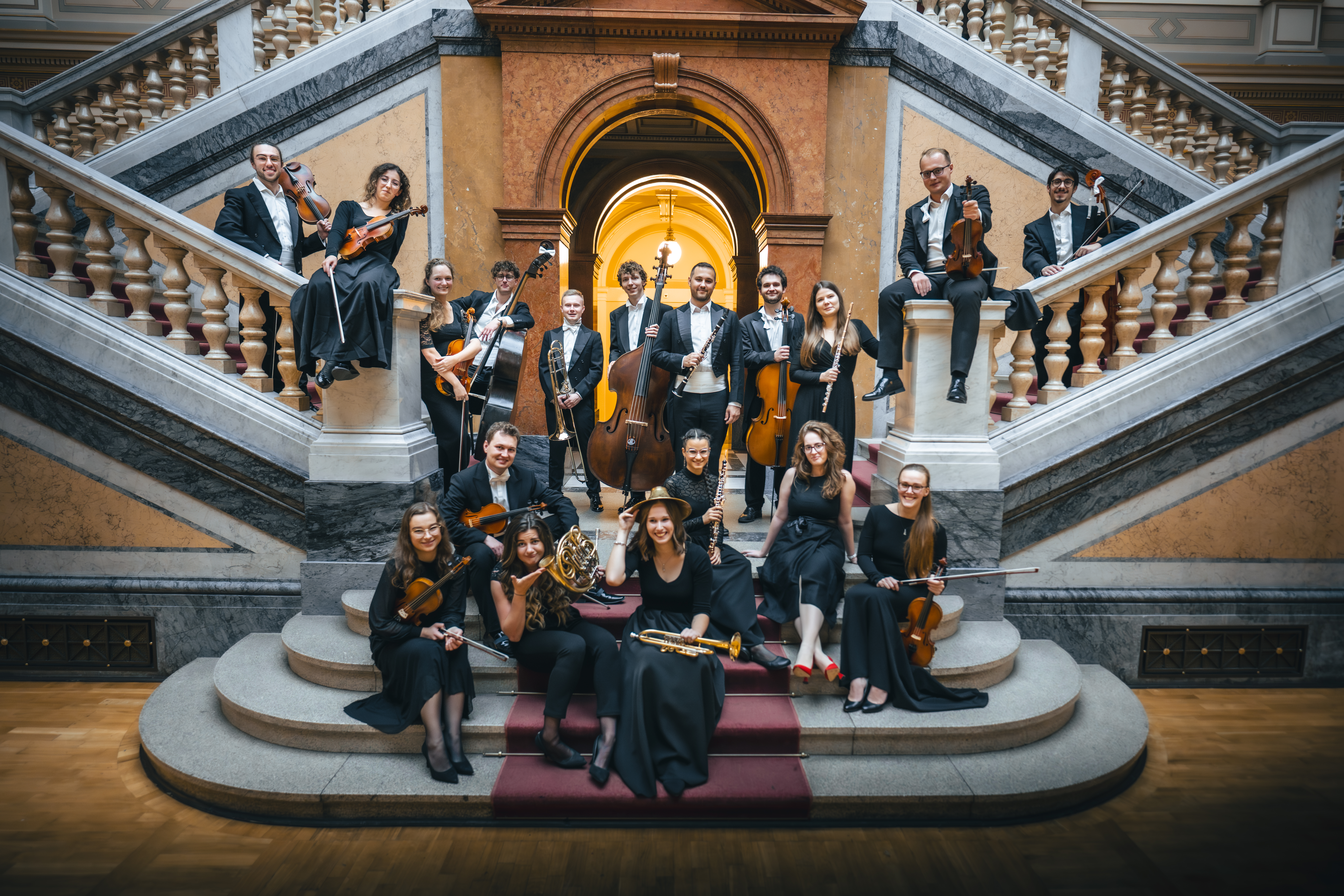
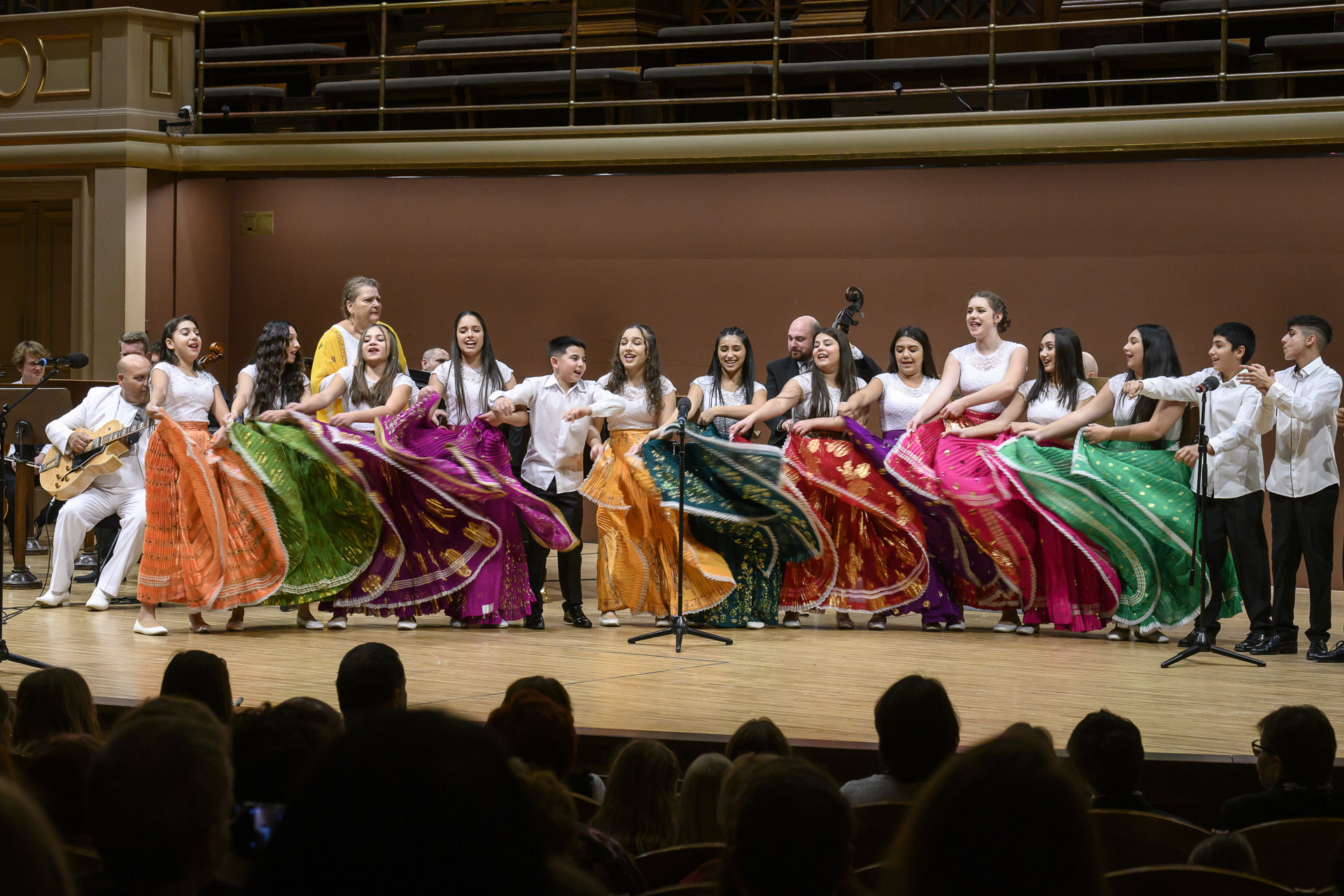
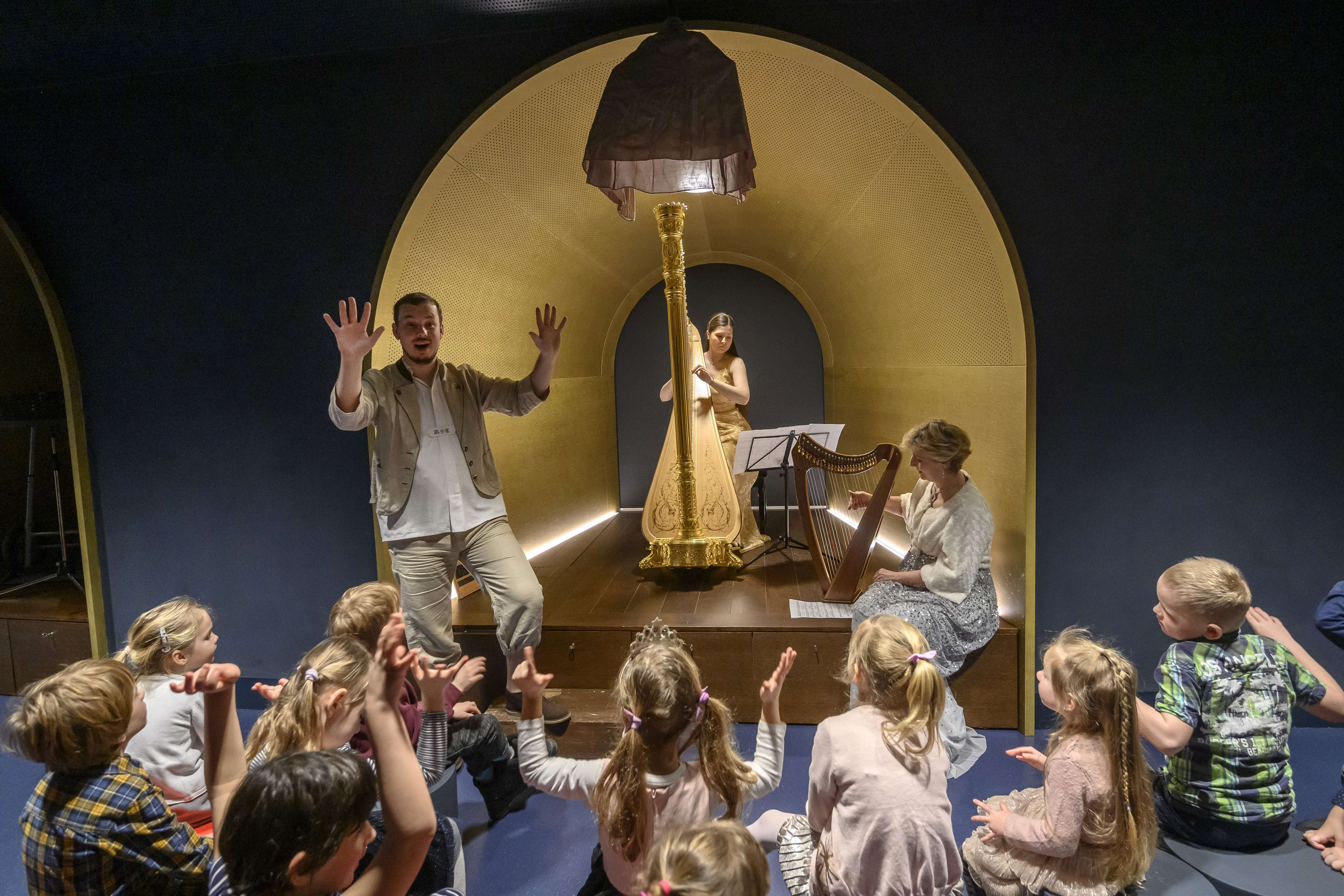

## Activité d’enregistrement[10]
La mission de l’Orchestre philharmonique tchèque comprend également la captation de ses interprétations d’œuvres classiques et contemporaines, à destination des générations présentes et futures. C’est pourquoi l’orchestre mène chaque année plusieurs projets d’enregistrement pour des labels tchèques et internationaux.
Le premier enregistrement phonographique remonte à 1929, lorsque Václav Talich grava Má vlast pour la maison His Master’s Voice. Après la guerre, une vaste discographie s’est développée en collaboration avec le label tchèque Supraphon, notamment autour des chefs Václav Talich, Karel Ančerl et Jiří Bělohlávek. Cette collaboration au long cours a ensuite été poursuivie avec le label Decca Classics, sous lequel a été publiée la série Antonín Dvořák : Intégrale des symphonies et concertos, dirigée par Jiří Bělohlávek. Une intégrale des symphonies de Tchaïkovski a également été publiée sous ce même label.
Parmi les enregistrements les plus récents ﬁgure une série des symphonies de Mahler, dirigée par Semyon Bychkov et réalisée en collaboration avec le label PENTATONE ; elle a reçu des critiques élogieuses dans le monde entier. Toujours avec PENTATONE, d’autres enregistrements ont vu le jour à l’occasion de l’Année de la musique tchèque 2024, notamment un CD de Má vlast, également dirigé par Semyon Bychkov.

## Société tchèque de musique de chambre[11]
La Société tchèque de musique de chambre opère au sein de l’Orchestre philharmonique tchèque, dans les locaux du Rudolﬁnum. Fondée en 1894 pour soutenir l’activité concertante du Quatuor tchèque, elle est aujourd’hui l’une des plus anciennes institutions musicales de la République tchèque.
La saison de la Société se compose de cinq cycles de concerts, dont la programmation mêle les œuvres de compositeurs reconnus à la création contemporaine d’artistes actuels. Le cycle R met à l’honneur des artistes en récital solo, parmi lesquels Daniil Trifonov, Janine Jansen ou Mitsuko Uchida ont récemment été invités. Chaque saison est placée sous la direction artistique d’un curateur, chargé de contribuer à l’élaboration de la programmation et au choix des interprètes. Pour la 130e saison, ce rôle est assuré par le  chef d'orchestre, compositeur, contrebassiste et pianiste Petr Popelka.

## Autres activités
L’Orchestre philharmonique tchèque collabore régulièrement avec diverses institutions artistiques, tant en République tchèque qu’à l’étranger, notamment avec le Festival international du ﬁlm de Karlovy Vary et la compagnie de danse Dekkadancers.
Il publie également sa propre revue, Ladírna, ainsi qu’un podcast intitulé Philharmonious, qui propose des entretiens avec des personnalités majeures du monde musical.

## Liste des principaux chefs d'orchestre successifs
- Ludvík Čelanský (1901-1903)
- Vilém Zemánek (cs) (1903-1918)
- František Stupka (1919–1946)
- Václav Talich (1919–1931)
- Václav Talich (1933–1941)
- Rafael Kubelík (1942–1948)
- Karel Ančerl (1950–1968)
- Václav Neumann (1968–1989)
- Jiří Bělohlávek (1990–1992)
- Gerd Albrecht (1993–1996)
- Vladimir Ashkenazy (1996–2003)
- Zdeněk Mácal (2003–2008)
- Eliahu Inbal (2009–2012)
- Jiří Bělohlávek (2012-2017)
- Semyon Bychkov (2018-2028)
- Jakub Hrůša (2028- )

## Honneurs
- (11101) Českáfilharmonie, astéroïde.

## Source
- (en) Cet article est partiellement ou en totalité issu de l’article de Wikipédia en anglais intitulé « Czech Philharmonic Orchestra » (voir la liste des auteurs).